# Claire Lademacher
Claire Margareta Lademacher (Filderstadt, 21 maart 1985), kortweg prinses Claire, is de echtgenote van de Luxemburgse prins Félix.

## Biografie
Lademacher werd geboren als tweede kind van Hartmut en Gabriele Lademacher. Claire en haar oudere broer Félix groeiden op in Usingen. Op haar elfde verhuisde Claire samen met haar familie naar Atlanta en volgde ze onderwijs aan de Atlanta International School. In 1999 keerde de familie terug naar Duitsland en vanaf dat moment ging Claire naar de Frankfurt International School, om vervolgens naar Collège Alpin International Beau Soleil (kostschool) in Zwitserland te gaan.
Op 13 december 2012 werd de verloving van Félix met Lademacher bekendgemaakt. De twee hadden elkaar leren kennen op de kostschool in Zwitserland. Het burgerlijk huwelijk vond plaats op 17 september 2013. Het echtpaar vestigde zich in Frankrijk, alwaar het stel het wijnlandgoed van de familie Lademacher ging beheren.
Het echtpaar heeft drie kinderen:
- Amalia Gabriela Maria Teresa (15 juni 2014)[2]
- Liam Henri Hartmut (28 november 2016)
- Balthazar Félix Karl (7 januari 2024)[3]

Claire reisde naar Rome om te werken aan een doctoraat op het gebied van orgaandonatie-ethiek aan het Pontificaal Atheneum Regina Apostolorum. Naast Duits spreekt Claire ook Engels, Frans en Italiaans.